# Sulphur Aeon
Sulphur Aeon je njemački death metal-sastav iz Sjeverne Rajne-Vestfalije. Najčešća tema njihovih pjesama su Cthulhu mitovi iz djela H. P. Lovecrafta. 

## Povijest sastava
Sastav je 2010. godine osnovao basist Torsten Horstmann. Ubrzo mu se pridružuje pjevač Martin Hellion te snimaju demoalbum Sulphur Psalms. Za potrebe snimanja idućeg izdanja, EP-a Deep Deep Down They Sleep novi član postaje bubnjar Daniel Dickmann. Iako je Horstmann želio da sastav ostane isključivo studijski projekt, nakon objavljivanja prvog studijskog albuma Swallowed by the Ocean's Tide 2013. godine započinju i s koncertnim nastupima, na kojima im se pridružuju gitarist Marcel Schiborr i basist Sascha Schiemann. Kasnije, zbog zauzetosti vlasitim projektima Schiborra na koncertima mijenja Andreas Koort. Godine 2015. objavljuju svoj drugi studijski album Gateway to the Antisphere koji je dobio mnoge pozitivne kritike. Osim same glazbe, hvaljeni su i omoti albuma koje je dizajnirao Olla Larsson, a prikazuju nadrealne prizore iz Cthulhu mitova.

## Članovi sastava
Trenutačna postava
- T. (Torsten Horstmann) – bas-gitara, gitara (2010. - danas)
- M. (Martin Hellion) – vokali (2010. - danas)
- D. (Daniel Dicmann) – bubnjevi (2011. - danas)
- S. (Sascha Schiemann) – bas-gitara (2018. - danas)
- A. (Andreas Koort) – gitara (2018. - danas)

## Diskografija
Studijski albumi
- Swallowed by the Ocean's Tide (2013.)
- Gateway to the Antisphere (2015.)
- The Scythe of Cosmic Chaos (2018.)
- Seven Crowns and Seven Seals (2023.)

EP-ovi
- Deep Deep Down They Sleep (2012.)

Demo uradci
- Sulphur Psalms (2010.)

## Vanjske poveznice
- Službena Bandcamp stranica